# تنگه باس

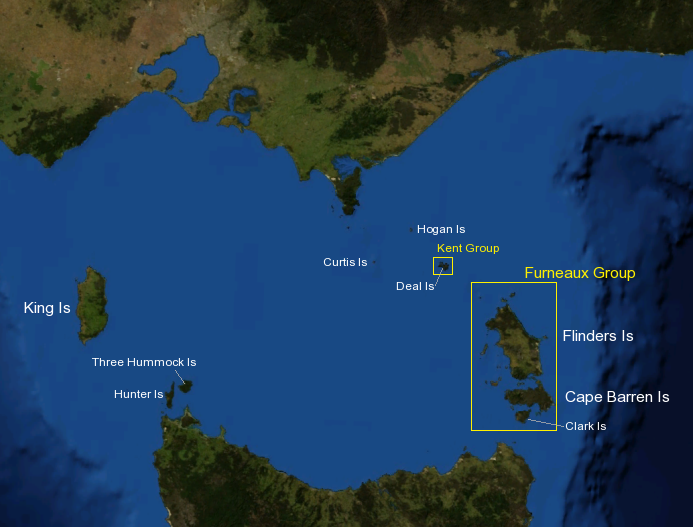
جزیره‌های بزرگ در تنگه باس

تنگه باس (به انگلیسی: Bass Strait) آبراهی است که جزیره تاسمانی را از بخش جنوبی استرالیا و ایالت ویکتوریا جدا می‌کند. نخستین اروپایی که تنگه باس را کشف کرد جورج باس در سال ۱۷۹۷ بود و به همین دلیل بعدها نام این تنگه را باس نهادند. این تنگه حدود ۲۴۰ متر گسترده شده و عمیق‌ترین بخش آن ۵۰ متر عمق دارد. بیش از ۵۰ جزیره در این تنگه وجود دارند.
این تنگه دارای منابع نفت و گاز است.